# Sanshan
Sanshan (chiń. upr. 三山区; chiń. trad. 三山區; pinyin Sānshān Qū) – dzielnica miasta Wuhu w prowincji Anhui we wschodniej części Chińskiej Republiki Ludowej. Liczba mieszkańców dzielnicy, w 2010 roku, wynosiła 120 644.